# إيلين مي
 إلين إيفا برلين  (بالإنجليزية: Elaine May) (مواليد 21 أبريل 1932 فيلادلفيا، بنسلفانيا) كاتبة سيناريو، مخرجة، ممثلة وكوميدية أمريكية، كاتبة سيناريو الفيلم الكوميدي قفص الطيور (1996) بطولة روبن ويليامز، جين هاكمان، ناثان لين، ديان ويست. رشحت لجائزة الأوسكار كأفضل سيناريو مكتوب، عن فيلم السماء بإمكانها الانتظار (1978)، وحصلت على جائزة بافتا لأفضل سيناريو مقتبس عن فيلم الألوان الأولية (1998).

## روابط خارجية
- إيلين مي على موقع IMDb (الإنجليزية)
- إيلين مي على موقع الموسوعة البريطانية (الإنجليزية)
- إيلين مي على موقع ألو سيني (الفرنسية)
- إيلين مي على موقع ميوزك برينز (الإنجليزية)
- إيلين مي على موقع تيرنر كلاسيك موفيز (الإنجليزية)
- إيلين مي على موقع أول موفي (الإنجليزية)
- إيلين مي على موقع قاعدة بيانات برودواي على الإنترنت (الإنجليزية)
- إيلين مي على موقع قاعدة بيانات الأفلام السويدية (السويدية)
- إيلين مي على موقع إن إن دي بي (الإنجليزية)
- إيلين مي على موقع ديسكوغز (الإنجليزية)